# Adesmia crassicaulis
Adesmia crassicaulis es una especie de planta floral del género Adesmia, categorizada en la tribu Dalbergieae, de la familia Fabaceae.

## Distribución
Especie nativa de Argentina y Chile. Crece en el bioma subártico.

## Taxonomía
Fue descrita por Phil. y publicada en Anales Mus. Nac. Santiago de Chile 1: 17 (1891).